# Scooter électrique
Pour les articles homonymes, voir Speed bike pour les vélos à assistance électrique de plus de 250 W et Moto électrique pour les deux-roues électriques de plus de 35 kW.
 (janvier 2010).
Si vous disposez d'ouvrages ou d'articles de référence ou si vous connaissez des sites web de qualité traitant du thème abordé ici, merci de compléter l'article en donnant les références utiles à sa vérifiabilité et en les liant à la section « Notes et références ».

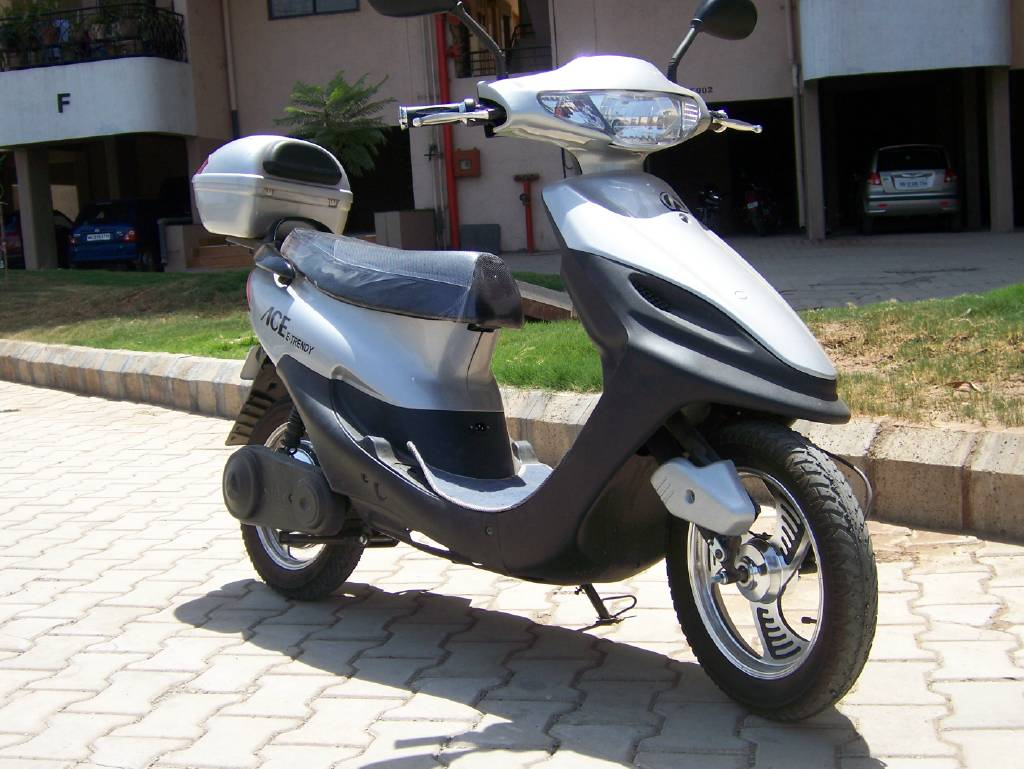
Un scooter électrique.

Un scooter électrique est un deux-roues muni d'un moteur électrique alimenté par des batteries. Ce type de véhicule encore peu connu en France existe depuis une dizaine d'années et plusieurs technologies sont utilisées. Les scooters électriques sont très populaires dans de nombreux pays, notamment en Asie, car ils offrent de nombreux avantages en comparaison avec les scooters thermiques, en particulier environnementaux.

## Définition
On utilise le terme de « scooter » pour un deux-roues motorisé adapté pour la ville, avec boîte automatique, plancher plat, coffre de rangement et protection des jambes.
En France, la réglementation différencie différents types de scooters électriques :
- les scooters d'une puissance inférieure à 35 kW peuvent nécessiter un permis AM, A1 ou B suivant le cas ;
- puissance supérieure à 35 kW, ou maxi-scooters : administrativement considérés comme une moto, nécessitent un permis A2 ou un permis A[2].

## Généralités
Les performances des scooters électriques s'approchent des performances d'un scooter thermique. Suivant la technologie et la puissance consommée, l'autonomie varie entre 50–70 km pour les équivalents 50 cm3 jusqu'à 100 km pour les plus performants. Quelques modèles en équivalent 125 peuvent avoir une autonomie jusqu'à 250 km (en version constructeur) et plus de 500 km (600 en théorie) avec des batteries augmentées par des amateurs (comme pour le Vectrix VX1).
Comme tout véhicule électrique, un scooter électrique développe un fort couple, disponible dès le démarrage.
Les scooters électriques se rechargent en quelques heures sur une simple prise de courant domestique (230 V), ou sur les bornes de recharge mises à disposition en région Île-de-France, et que l'on voit construire dans les grandes villes françaises.

## Autonomie
L'autonomie d'un scooter électrique peut aller de 25 km jusqu'à plus de 100 km voire 500 km sur au moins un modèle 125. Elle dépend de plusieurs paramètres :
- la capacité des batteries (densité énergétique principalement liée à la technologie) ;
- la consommation électrique du moteur ;
- la consommation électrique des accessoires électriques ;
- la masse totale, composée de la masse du véhicule, et du poids du conducteur ;
- la vitesse du déplacement et le type de conduite ;
- le type de terrain parcouru (pente, descente, plat, sable, gravier, bitume) ;
- la présence ou non d'un récupérateur d'énergie.

En adoptant une conduite souple et en anticipant sa conduite, ou en se servant du moteur pour ralentir par recharge des accumulateurs, il est possible de rallonger l'autonomie de son scooter électrique, qui ne consomme de l'électricité que lors de l'accélération.
Les modèles équivalents 50 cm3 les plus récents intègrent généralement un mode « éco », permettant de rouler autour de 30 km/h et un mode « full », qui permet d'atteindre la vitesse maximale de 45 km/h. En basculant judicieusement entre ces deux modes, il est possible de rallonger l'autonomie de plusieurs dizaines de kilomètres.

## Technologies et performances

### Moteur
Les moteurs ont généralement une puissance comprise entre 3 et 10 ch. Ils sont le plus souvent intégrés dans la roue. Ils peuvent également être intégrés dans le scooter pour amener l'énergie à la roue à l'aide d'une transmission comme c'est le cas des moteurs électriques CPM. Les moteurs sans balais (en anglais : brushless) nécessitent un moindre entretien.

### Batterie
Les batteries peuvent être un accumulateur au plomb, un accumulateur lithium-ion ou dernièrement un accumulateur lithium-fer-phosphate (plus sûr) entre 48 et 75 V. Un équilibrage des différentes cellules qui composent la batterie est indispensable pour allonger sensiblement sa durée de vie. Généralement, on considère la durée de vie d'une batterie en fonction du nombre de cycles de charge/décharge que la batterie est capable de supporter en conservant 80 % de son énergie initiale. Une batterie au plomb permet une durée de vie d'environ 1 000 cycles mais présente l'inconvénient d'être plus lourde que les batteries suivantes qui présentent des durées de vie de l'ordre de 1 500 cycles pour le lithium-fer-phosphate et 500 cycles pour le lithium-ion. Cette dernière présentant néanmoins l'avantage d'avoir une densité énergétique plus élevée que les deux autres.

### Hybride
Honda a développé un scooter hybride à combustion interne/électrique expérimental. Yamaha a également développé une moto concept hybride appelée « Gen-Ryu ». Il utilise un moteur de 600 cm3 et un moteur électrique supplémentaire. Piaggio MP3 Hybrid utilise un moteur 125 cm3 et un moteur supplémentaire de 2,4 kW.

## Recharge
Indépendamment de la technologie, le temps de recharge d'un scooter électrique dépend de la prise et du chargeur fourni ou intégré avec le scooter lors de l'achat. Sur une prise domestique classique, quatre heures est le temps minimal pour une recharge complète. Néanmoins, pour une meilleure durée de vie de la batterie, il est préférable de recharger souvent son véhicule plutôt que d'attendre que les batteries soient vides. Les conditions de charge d'un scooter sont généralement différentes des conditions de décharge notamment en termes de température de la batterie.

## Coût d'utilisation
Autre avantage, les compagnies d'assurance proposent des forfaits spécifiques très attractifs, car les scooters électriques sont à la fois moins polluants (bonus écologique) et moins sujets aux vols et dégradations. On considère également que les conducteurs de véhicules de ce type sont plus responsables et matures. Les assurances présentent généralement des tarifs plus intéressants.

## Avantages

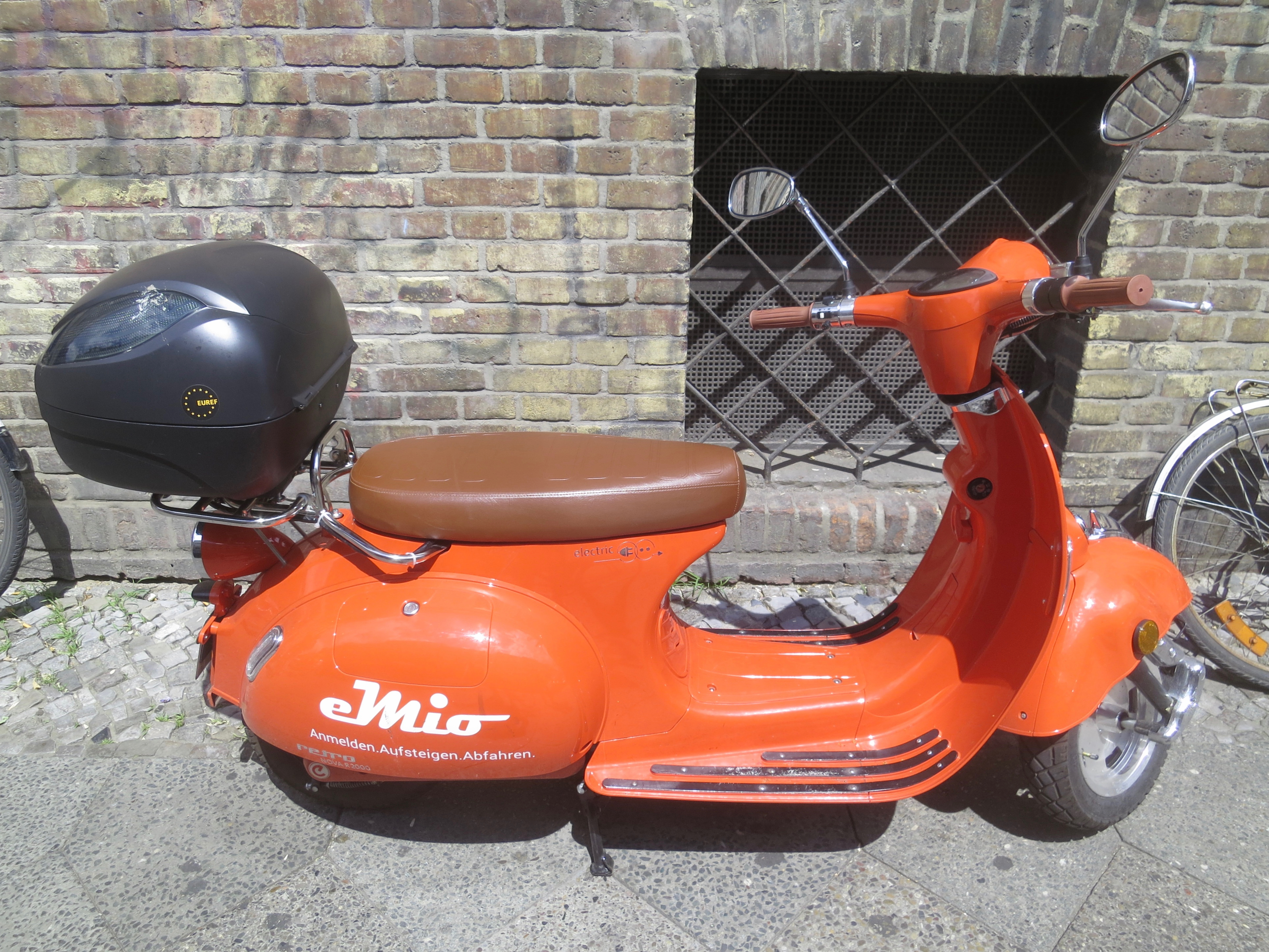
Un scooter électrique à Berlin, conçu pour une société de système de partage basé sur des applications informatiques.

Le scooter électrique présente de nombreux avantages :
Respectueux :
- pas d'émission de gaz polluant, de fumée ou de particules ;
- peu de bruit pour une meilleure qualité de vie ;
- les déchets comme l'huile moteur sont supprimés avec l'utilisation d'un moteur électrique ;
- aucune odeur puisque pas de rejet.

Pratique :
- une simple prise électrique de 230 V en Europe, ou 120 V comme en Amérique suffit pour recharger le véhicule ;
- une autonomie suffisante pour une utilisation quotidienne ;
- une conduite fluide et sans à-coup (gestion électronique paramétrable) ;
- un démarrage en moins d'une seconde même en hiver ;
- non débridable par l'utilisateur : il est possible toutefois d'en augmenter sa puissance, sa vitesse ou son autonomie soit en augmentant la tension des batteries, en changeant le contrôleur ou encore le moteur pour un plus puissant ou les trois selon les spécifications du fabricant.

Économique :
- la technologie électrique permet de réduire l'entretien du véhicule ;
- une énergie au tarif imbattable : l'électricité (en moyenne 0,6 € aux 100 km) ;
- des tarifs d'assurance avantageux ;
- des places de parking gratuites dans certaines villes.

## Inconvénients
Concernant l'accidentologie :
- silencieux, lourds (en raison du poids des batteries) et capables de fortes accélérations (source d'une importante énergie cinétique), ils ont été responsables dans certains pays (par exemple aux États-Unis à partir de leur autorisation en 2017) d'une « épidémie » de nouveaux accidents ;
- les accidents les plus graves concernent surtout des hommes plutôt jeunes, roulant souvent sans casque, et ayant consommé de l'alcool et/ou des stupéfiants ou médicaments[5].

Ainsi selon l'étude rétrospective d'un groupe de 103 patients hospitalisés à la suite d'un accident de scooter électrique aux États-Unis : l'âge moyen était de 37,1 ans ; 65 % étaient des hommes, 98 % ne portaient pas de casque, parmi 79 % testés pour l'alcool, 48 % avaient une alcoolémie supérieure à 80 mg/dL ; pour 60 % des patients ayant eu un dépistage toxicologique urinaire, 52 % étaient positifs.

« Les fractures des membres étaient les blessures les plus fréquentes (42 %), suivies des fractures faciales (26 %) et des hémorragies intracrâniennes (18 %) ». Aucun n'est mort durant le temps de cette étude, mais un tiers ont nécessité un passage en chirurgie (dans 50 % des cas pour fractures des extrémités et fractures faciales).